# Somerset (Indiana)
Somerset es un lugar designado por el censo ubicado en el condado de Wabash en el estado estadounidense de Indiana. En el Censo de 2010 tenía una población de 401 habitantes y una densidad poblacional de 193,29 personas por km².

## Geografía
Somerset se encuentra ubicado en las coordenadas 40°40′12″N 85°49′54″O / 40.67000, -85.83167. Según la Oficina del Censo de los Estados Unidos, Somerset tiene una superficie total de 2.07 km², de la cual 1.72 km² corresponden a tierra firme y (17.23%) 0.36 km² es agua.

## Demografía
Según el censo de 2010, había 401 personas residiendo en Somerset. La densidad de población era de 193,29 hab./km². De los 401 habitantes, Somerset estaba compuesto por el 98.5% blancos, el 0% eran afroamericanos, el 0% eran amerindios, el 0.25% eran asiáticos, el 0% eran isleños del Pacífico, el 0.25% eran de otras razas y el 1% pertenecían a dos o más razas. Del total de la población el 0.75% eran hispanos o latinos de cualquier raza.